# Liste der Kellergassen in Schönkirchen-Reyersdorf
Die Liste der Kellergassen in Schönkirchen-Reyersdorf führt die Kellergassen in der niederösterreichischen Gemeinde Schönkirchen-Reyersdorf an.
| Foto |                 | Kellergasse                              | Standort                  | Beschreibung |
| ---- | --------------- | ---------------------------------------- | ------------------------- | --- |
| BW   | Datei hochladen | Am Bergl (bei der Kirche)                | KG: Reyersdorf Standort   | Die Kellergasse ist ein beidseitiges Kellergassensystem in Hanglage. Sie besteht aus 17 Gebäuden und hat eine Länge von 150 Metern. Die älteste Datierung geht auf das Jahr 1823 zurück.                            |
| BW   | Datei hochladen | Hauptstraße                              | KG: Reyersdorf Standort   | Die Kellergasse ist eine einseitige Einzelkellergasse an einer Geländekante. Sie besteht aus 25 Gebäuden und hat eine Länge von 200 Metern. Die älteste Datierung geht auf das Jahr 1926 zurück.                    |
| BW   | Datei hochladen | Kellergasse/Hans Wagner-Schönkirchstraße | KG: Schönkirchen Standort | Die Kellergasse ist ein beidseitiges Kellergassensystem in der Ebene und an einer Geländekante. Sie besteht aus 22 Gebäuden und hat eine Länge von 250 Metern. Die älteste Datierung geht auf das Jahr 1910 zurück. |

| Foto:                    | Fotografie der Kellergasse (Gesamtheit). Klicken des Fotos erzeugt eine vergrößerte Ansicht. Daneben finden sich zwei Symbole: \| Weitere Bilder vorhanden \| Das Symbol bedeutet, dass weitere Fotos des Objekts verfügbar sind. Durch Klicken des Symbols werden sie angezeigt. \| \| Eigenes Foto hochladen \| Durch Klicken des Symbols können weitere Fotos des Objekts in das Medienarchiv Wikimedia Commons hochgeladen werden. \| |
| Name:                    | Bezeichnung der Kellergasse |
| Standort:                | Es ist die Katastralgemeinde (KG) angegeben. Durch Aufruf des Links Standort wird die Lage der Kellergasse in verschiedenen Kartenprojekten angezeigt. |
| Beschreibung             | Kurze Beschreibung der Kellergasse |
| Weitere Bilder vorhanden | Das Symbol bedeutet, dass weitere Fotos des Objekts verfügbar sind. Durch Klicken des Symbols werden sie angezeigt. |
| Eigenes Foto hochladen   | Durch Klicken des Symbols können weitere Fotos des Objekts in das Medienarchiv Wikimedia Commons hochgeladen werden. |